# Caveira (Santa Cruz das Flores)
Caveira é uma freguesia portuguesa do município de Santa Cruz das Flores, com 3,29 km² de área e 76 habitantes (censo de 2021). A sua densidade populacional é 23,1 hab./km².

## Demografia
A população registada nos censos foi:
| Distribuição da População por Grupos Etários | Distribuição da População por Grupos Etários | Distribuição da População por Grupos Etários | Distribuição da População por Grupos Etários | Distribuição da População por Grupos Etários |
| -------------------------------------------- | -------------------------------------------- | -------------------------------------------- | -------------------------------------------- | -------------------------------------------- |
| Ano                                          | 0-14 Anos                                    | 15-24 Anos                                   | 25-64 Anos                                   | > 65 Anos                                    |
| 2001                                         | 15                                           | 14                                           | 38                                           | 11                                           |
| 2011                                         | 13                                           | 11                                           | 37                                           | 16                                           |
| 2021                                         | 14                                           | 7                                            | 40                                           | 15                                           |

## Freguesia
É a mais pequena freguesia da ilha das Flores em área, e uma das mais pequenas em população. Está situada no extremo sul do seu município, distando cerca de 5 quilómetros de Santa Cruz das Flores.
A pequena freguesia ergue-se sobre uma alta lomba que se estende entre duas profundas ribeiras: a Ribeira da Cruz, a norte, que a separa da vila; e a Ribeira da Silva, a sul, que a separa da freguesia da Lomba, já no município de Lajes das Flores. O alto sobre o qual assenta a freguesia prolonga-se para o mar, formando um alcantilado promontório, rodeado por falésias basálticas, denominado Ponta da Caveira. 
A Caveira assenta sobre uma alta lomba que se prolonga até ao mar, onde forma a Ponta da Caveira, um enorme penhasco alcantilado sobranceiro ao mar. O lado sul da Ponta é formado por formações basálticas policromas, com destaque para a que forma a chamada baixa da Ribeira da Silva. Na face norte da Ponta, a possante Ribeira da Cruz abre-se num imenso e escarpado vale que se prolonga quase até ao centro da ilha. Na embocadura da Ribeira ergue-se a Rocha Fernão Jorge, um gigantesco triângulo rochoso formado por prismas basálticos originados pela disjunção prismática de uma espessa escoada lávica. A forma peculiar desta formação faz dela uma raridade, já que só se conhece um exemplar semelhante na baía de Diégo Suarez, no norte de Madagáscar.
Outra formação peculiar da costa da Caveira é a Gruta dos Enxaréus, uma grande cavidade situada sita na base da falésia, com cerca de 50 metros de comprimento, 25 de largura e mais de 15 de profundidade, onde podem penetrar embarcações de médio porte. Utilizada durante séculos como esconderijo de piratas, corsários e contrabandistas, é hoje uma das grandes atracções da ilha.
A grande altitude em que se situa a freguesia, completamente desabrigada dos ventos do mar, faz dela um lugar de grande beleza cénica, mas de clima rigoroso. A grande precipitação que cai sobre a área faz dela lugar ideal para a instalação de pastagens, não sendo de estranhar que a agro-pecuária, com destaque para a bovinicultura, seja a atividade dominante. Contudo, a proximidade em relação a Santa Cruz tem vindo a impor uma crescente tercearização do emprego, sendo hoje muitos os residentes que trabalham na vila.

## Historial da freguesia
A primeira colónia que se conhece ter-se fixado na ilha das Flores foi constituída por um pequeno grupo de flamengos, capitaneado por Willem van der Hagen, que terá escolhido o vale da Ribeira da Cruz, hoje em território da freguesia da caveira, como local de residência. Terão chegado à ilha em finais do século XV, com a esperança que a ilha fosse rica em minérios, aparentemente com a ideia de que a ilha das Flores era uma das míticas ilhas Cassitérides. Instalaram-se em pequenas grutas, escavadas nas falésias das margens da Ribeira, mas quando descobriram que afinal a ilha não tinha estanho ou metais preciosos, abandonaram a colónia e foram-se fixar na atual Vila do Topo, na ilha de São Jorge.
Falhada esta tentativa de colonização, o lugar ficou novamente desabitado, assim permanecendo por muitas décadas. Escrevendo em finais do século XVI, o historiador Gaspar Frutuoso já aponta e existência do topónimo Caveira, descrevendo-o como uma pequena ponta que corre ao mar, não sendo, contudo, claro que o lugar fosse então povoado. A primeira referência à povoação aparece na obra do padre António Cordeiro, publicada em 1717, que a aponta como um pequeno lugarete.
Foi a partir daquele lugarete que a Caveira se foi lentamente desenvolvendo, ficando a primitiva comunidade dependente administrativa e religiosamente da vila de Santa Cruz, a cuja paróquia pertencia o lugar. Contudo, dada a distância e a dificuldade em atravessar o escarpado vale da Ribeira da Cruz, o vigário da Matriz de Santa Cruz, padre Agostinho Pereira de Lacerda, responsável pela pequena e isolada comunidade, pediu em 1757 ao bispo de Angra, na altura D. frei Valério do Sacramento, que a Caveira fosse antes anexada à paróquia de São Caetano da Lomba, apesar de ser uma localidade pertencente ao vizinho concelho das Lajes das Flores.
Atentas as dificuldades de comunicação, por alvará de 7 de julho de 1757, aquele bispo determinou a anexação da Caveira à paróquia da Lomba, situação que desagradou ao respetivo pároco, incomodado pela necessidade de atravessar os barrancos da Ribeira da Silva, que em breve começou a solicitar a separação do lugar. Tendo em conta essas dificuldades e o desejo de ver resolvida a assistência religiosa da isolada comunidade, em 1767, por iniciativa de José António de Sousa Bettencourt, um proprietário oriundo da ilha Graciosa que se havia fixado no lugar, começou a ser construída um pequena igreja, no local hoje ocupado pelo cemitério da freguesia.
A igreja tinha a invocação de Benditas Almas, sendo um pequeno templo de 12 metros de comprimento por apenas 4,2 m de largura. Com a ermida construída, o pároco da Lomba, então o padre José Joaquim de Almeida, apressa-se a solicitar ao rei a mercê de erigir a ermida das Benditas Almas em paroquial. A solicitada mercê chegou sob a forma de um alvará de D. João VI de Portugal, datado de 19 de dezembro de 1823.
Por aquele alvará a nova paróquia das Benditas Almas da Caveira regressava de pleno direito ao concelho de Santa Cruz, desligando-se definitivamente da vizinha freguesia lajense da Lomba. Passava a ter cura próprio, com a sua côngrua, e um tesoureiro.
A paróquia católica correspondente à freguesia tem Nossa Senhora do Livramento como orago, embora oficialmente nunca tenha obtido autorização canónica para abandonar o primitivo orago de Benditas Almas.
A agora igreja paroquial das Benditas Almas era então propriedade de João António de Bettencourt, descendente do fundador, e estaria em estado de conservação razoável. Contudo, a sua degradação foi rápida, pois num inventário de 1867, um século após o início da sua construção, já aparece descrita como quasi em estado de ruínas, o que é confirmado dois anos depois por um relatório do governador civil do distrito da Horta, António José Vieira Santa Rita, que considera lastimoso o seu estado de conservação.
Face a esta situação de ruína do templo, em 1867 começaram os trabalhos de extracção de pedra para a construção de uma nova igreja, cuja primeira pedra foi lançada a 13 de Junho de 1870. A construção foi lenta e dificultosa, recebendo a freguesia donativos da comunidade emigrada nos Estados Unidos e de vários notáveis, entre os quais o visconde de Silva Figueira. A inauguração da capela mor apenas foi conseguida em 11 de Setembro de 1880.
Entretanto, logo em 11 de agosto de 1835, a junta de paróquia e o pároco tinham pedido ao vigário capitular da então sede vacante de Angra a mudança do orago para Nossa Senhora do Livramento, alegando que o dia em que se celebravam as Benditas Almas era de ofícios fúnebres e portanto pouco próprio para celebrações. Apesar disso, a mudança foi sempre recusada, pelo que a freguesia, apesar de celebrar como padroeira Nossa Senhora do Livramento, mantém como orago oficial as Benditas Almas.
Rica em leite de vaca, cuja valorização era difícil no pequeno mercado florentino, o fabrico de manteiga iniciou-se na freguesia em meados do século XIX, surgindo na freguesia um dos primeiros comerciantes por grosso daquele produto, o caveirense José Luís.
Apesar desse pioneirismo, ou talvez por causa dele, em inícios do século XX, quando a produção de manteiga se afirmou como a principal fonte de riqueza do meio rural florentino, a freguesia da Caveira tinha a sua fábrica de manteiga privada, tal como a Ponta Ruiva e Ponta Delgada, não aderindo ao movimento dos sindicatos agrícolas florentinos, liderado pelo padre florentino José Furtado Mota. Estas fábricas declaravam que só vendiam aquele produto nas respetivas localidades.
Era uma situação, que muito incomodava os consumidores, pelo que o jornal Açoreano Ocidental, de julho de 1918, Não discutimos as razões que assistam ou possam assistir a esses negociantes, mas, o que frisámos, é que o mercado de Santa Cruz não é abastecido, apesar de se exportarem em cada viagem uns dez mil quilos de manteiga!. Assim, quem quisesse manteiga, teria de se dirigir a Caveira, a Ponta Ruiva ou Ponta Delgada.
Terminado o ciclo das pequenas cooperativas e extintas as fábricas privadas, a Caveira, com a sua população drasticamente reduzida pela emigração, acabou integrada na União das Cooperativas, a única entidade que hoje adquire leite na ilha.

## Património arquitetónico
Património arquitetónico referido no SIPA:
- Igreja Paroquial de Caveira / Igreja das Benditas Almas